# Bismarckhäuschen

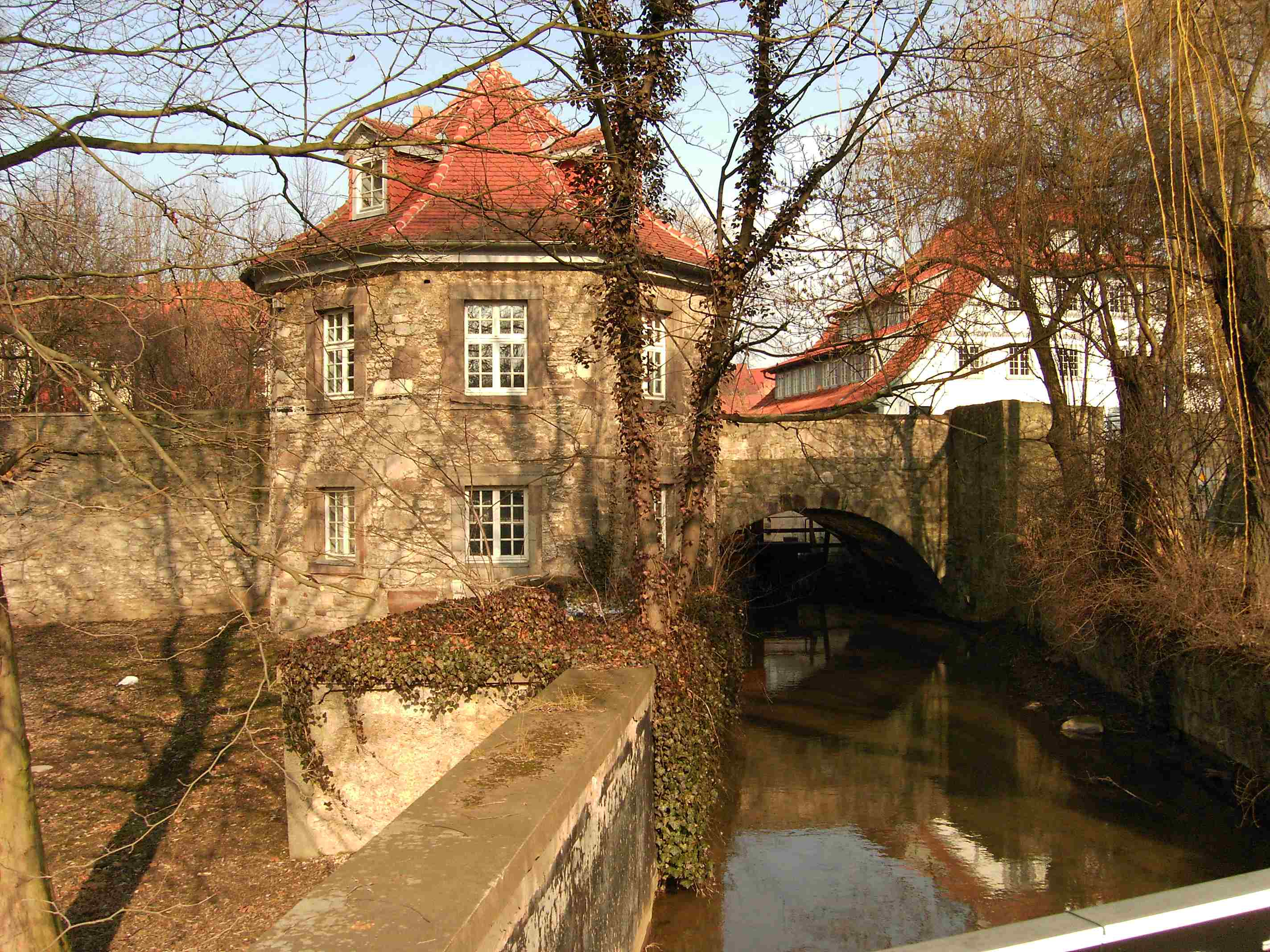
Bismarckhäuschen am Wall, Blick von Südwesten; rechts vorne der Leinekanal, rechts im Hintergrund die Odilienmühle (2006)

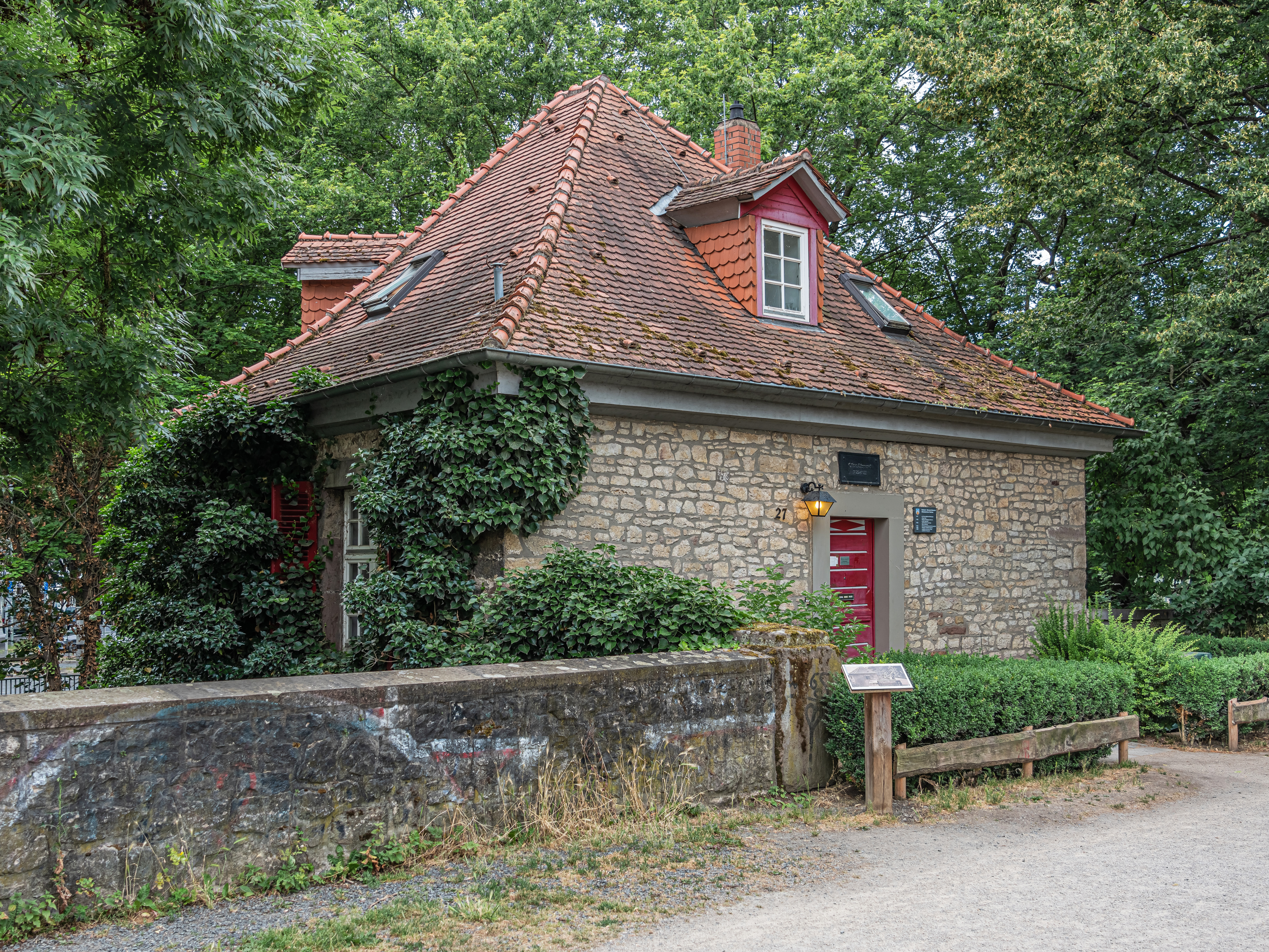
Bismarckhäuschen an der Wallpromenade (2022)

Das Bismarckhäuschen in Göttingen ist der letzte noch erhaltene Turm des äußeren mittelalterlichen Befestigungsringes der Stadt. Seinen Namen erhielt es, weil der spätere Reichskanzler Otto von Bismarck hier während seiner Studienzeit in Göttingen 1833 für etwa fünf Monate wohnte. Im Turm ist heute ein kleines Museum eingerichtet.

## Lage
Das Bismarckhäuschen befindet sich am Leinekanal vor dem südlichen Stadtwall, direkt außen an die Feldseite desselben angelehnt. Die Postanschrift lautet Bürgerstraße 27A. In unmittelbarer Nähe befinden sich auf der Stadtseite des Stadtwalls am Leinekanal die Lohmühle und die Odilienmühle.

## Bau- und Nutzungsgeschichte

### Befestigungsturm
Der polygonale Turm wurde 1447 als Teil des äußeren Befestigungsrings erbaut. Sein Zweck war den hier in die Stadt hinein fließenden Leine-Kanal zu schützen. Dieser war für die innerhalb liegenden Mühlen und damit für die Versorgung der Stadt unentbehrlich. Dadurch, dass der Turm bis vor den Wall ragte, konnte von ihm aus mit Geschützen auch seitlich geschossen werden, um Angriffe auf die Stadt abzuwehren.

### Entfestigung und Nachnutzung als Gartenhaus
Nach dem Siebenjährigen Krieg wurde ab 1762/63 das Befestigungssystem der Stadt Göttingen geschleift oder anderen Nutzungen zugeführt.
Die Trockenlegung des Wallgrabens begann erst 1792 auf Initiative des Pastors der Marienkirche und Gründers der Göttinger Industrieschule Ludwig Gerhard Wagemann. 1797 erhielt dieser den Grabengarten westlich des Leinekanal-Einflusses einschließlich des Befestigungsturmes auf Erbzinspacht. Wagemann richtete den Turm zu einer „Gärtnerwohnung“ ein, indem er ihn von Schutt befreien, neu überdachen und Fenster sowie einen Ausgang zum Garten einbrechen ließ. Den heutigen Eingang an der Nordseite genehmigte der Stadtmagistrat erst 1815, um die Sommerwohnung bequemer von der Wallpromenade aus erreichen zu können; eine geplante Aufstockung hingegen wurde verboten, weil es „dem Gartenhause zu sehr das Aussehen eines unförmlichen Thurmes“ gegeben hätte. Im Zusammenhang mit der Umnutzung zum Gartenhaus steht wohl auch der Einbau der heute noch erhaltenen acht großen Fenster mit Sandsteingewänden auf der ehemaligen Feldseite, die dem ehemaligen Wehrturm seither ein völlig verändertes und wohnliches Erscheinungsbild verleihen. 1819 ersteigerte der Rechtswissenschaftler Karl Friedrich Eichhorn den Erbzinsgarten und verkaufte ihn 1828 an den Universitätsgärtner Heinrich Justus Voß, der das Gartenhaus als Wohnung an Studenten vermietete. Zu seinen Mietern gehörte auch Otto von Bismarck, der ab 1832 für eineinhalb Jahre Rechtswissenschaften an der Universität Göttingen studierte und knapp ein halbes Jahr von Frühjahr bis Herbst 1833 hier lebte. Vorher wohnte er in der Roten Straße 27. Eine Legende sagt, dass der damals 17-jährige Jurastudent dieses romantische Domizil am Rande der Stadt nicht freiwillig gewählt habe. Man hätte ihn behördlicherseits wegen mehrfachen groben Unfugs (Trinkgelage, Rauferei, Duellieren, Tabakrauchen auf der Straße) aus der Innenstadt verbannt. Schon im September 1833 verließ Bismarck Göttingen, um in Berlin weiter zu studieren.

### Fabriknutzung und Anbauten
1839 richtete der Kaufmann Alfred Heintze im Erbzinsgarten eine Appretur- und Färbeanstalt ein, die der Lohgerber August Stöckicht 1861 zu einer Lederfabrik umbaute. Das Gartenhaus diente als Produktionsstätte, in der Folgezeit auch als Wohnung für Betriebsangehörige bzw. als Geräteschuppen. 1921 erwarb die Kolonialwaren-Großhandelsgesellschaft Göttingen (später EDEKA) den Turm und errichtete 1933–1935 darum herum einen Neubau als Großhandelswarenlager.

### Bismarck-Gedenkstätte
Seit Mitte des 19. Jahrhunderts gewann Otto von Bismarck als Politiker und Persönlichkeit der Zeitgeschichte allgemein hohes Ansehen und damit auch in Göttingen das nun sogenannte Bismarckhäuschen als kurzzeitiger Wohnsitz des jugendlichen Bismarck an symbolischer Bedeutung. 1874 regte Oberbürgermeister Georg Merkel die Anbringung einer Gedenktafel zu Ehren des inzwischen berühmten ehemaligen Bewohners über der Eingangstür an. Diese ist noch heute zu sehen; sie wurde von der Hannoverschen Eisengießerei gestiftet. Seit 1877 war Bismarck Ehrenbürger Göttingens.
Gegen Ende des 19. Jahrhunderts wurde das Bismarckhäuschen Teil der Fremdenverkehrswerbung und auch auf zahlreichen Postkarten abgebildet. Anfang 1932 übernahm die Stadt Göttingen (zunächst pachtweise) den Turm von EDEKA, um das Gebäude als Gedenkstätte zu nutzen. Anlass war der 100. Jahrestag der Göttinger Immatrikulation von Bismarcks, aber auch das 1937 anstehende 200. Jubiläum der Georg-August-Universität. Das Turmhäuschen wurde nun zur Bismarck-Erinnerungsstätte umgebaut und mit einigen (aus dem Antiquitätenhandel erworbenen) Möbeln der Biedermeierzeit eingerichtet. Diese Ausstattung entsprach freilich nicht den ehemals studentischen Wohnbedingungen im Voss'schen Gartenhaus, sondern eher den 1930er-Jahre-Vorstellungen einer „repräsentativen Wohn- und Studierstube im Biedermeierstil“.

### Freilegung und Neunutzung
1964 erfolgte der Abriss der EDEKA-Lagergebäude und damit nach 127 Jahren der Fabrik- und Gewerbenutzung die Freilegung des seit Jahrzehnten auf der Südseite eingebauten Turmgebäudes. Seitdem ist an der Stelle der abgebrochenen Lagergebäude das Gelände des früheren Wallgrabens wieder als Senke erfahrbar, wird aber nunmehr als öffentlicher Parkplatz genutzt.
1985/86 erfuhr das Bismarckhäuschen eine Neugestaltung und wurde im Zuge eines Dachausbaus mit zusätzlichen Gauben ausgestattet. Die Ausstellungsmöbel kamen heraus und die Stadt richtet in den Räumen eine nunmehr „schlichte Dokumentation“ zum Leben Otto von Bismarcks ein.

### Aktuelle Nutzung
Das Bismarckhäuschen wird seit vielen Jahren von einem kleinen 6-m²-Büro als Sitz der Geschichtswerkstatt Göttingen genutzt. Außerdem vergibt die Stadt Göttingen als Gebäudeeigentümerin im Innern zwei kleinen Wohnungen kostenlos als Stipendium an Studentinnen oder Studenten, „wenn diese ihre Dissertationen oder Abschlussarbeit unter ein Thema stellen, das das kulturelle, gesellschaftliche oder politische Leben der Stadt Göttingen in der Vergangenheit, Gegenwart oder Zukunft berührt“.
2022/23 renovierte die Stadt das Bismarckhäuschen im Innern und es konzipierte das Städtische Museum die kleine Bismarck-Ausstellung im Obergeschoss neu. Die seither auf eine Vitrine und einige Banner reduzierte Schau wurde Anfang März 2023 eröffnet. Hintergrund der Neugestaltung war die Berücksichtigung aktueller Forschungen zu Otto von Bismarck und die durch ihn geprägte Kolonialpolitik. Die neue Ausstellung setzt sich mit der Bismarckverehrung des 20. Jahrhunderts auseinander und „geht der Frage nach, warum die Reste des einzigen noch erhaltenen Wehrturms der Göttinger Wallanlage ausgerechnet nach einem Bewohner benannt sind, der nur knapp fünf Monate dort wohnte.“ Die in diesem Zusammenhang vorgeschlagene Umbenennung des Bismarckhäuschens nach der historischen Bezeichnung Turm an der kleinen Mühle kam nach einer Intervention des städtischen Kulturamtes nicht zustande.

Bildergalerie
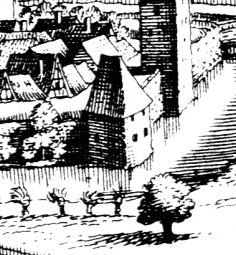
Turm der Stadtbefestigung mit Wassergraben, Ausschnitt aus der Göttingen-Ansicht von Matthäus Merian, 1641
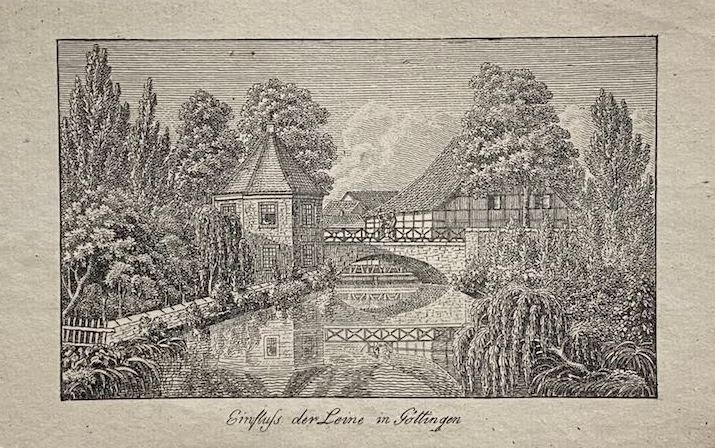
Christian Andreas Besemann: „Einfluss der Leine in Göttingen“. Blick von Süden, links das Gartenhaus mit zwei Personen im Fenster, rechts hinten die Odilienmühle (Stammbuch-Kupferstich, 1812)
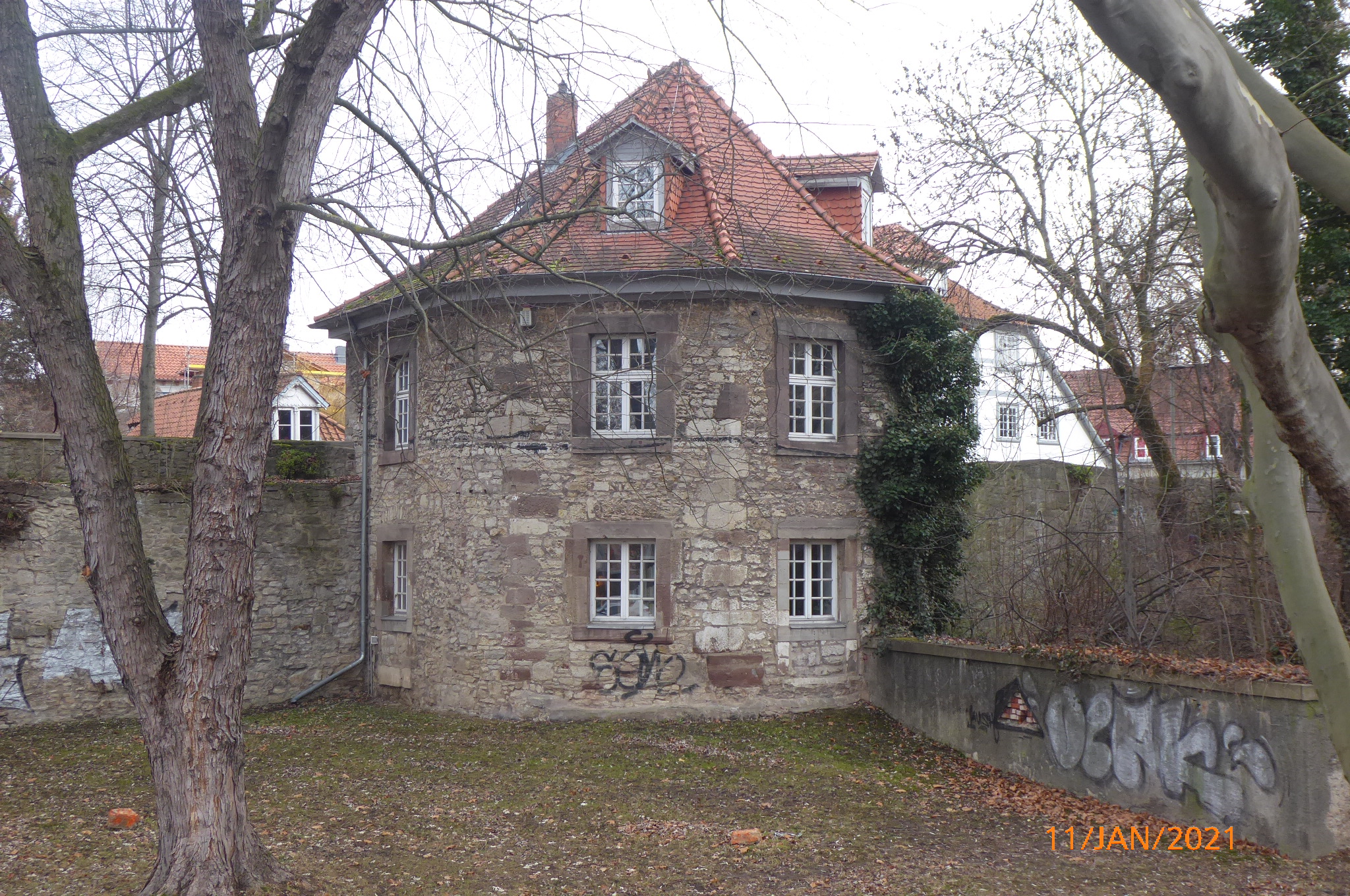
Bismarckhäuschen, Blick von Westen, ehemalige Grabenseite (2021)
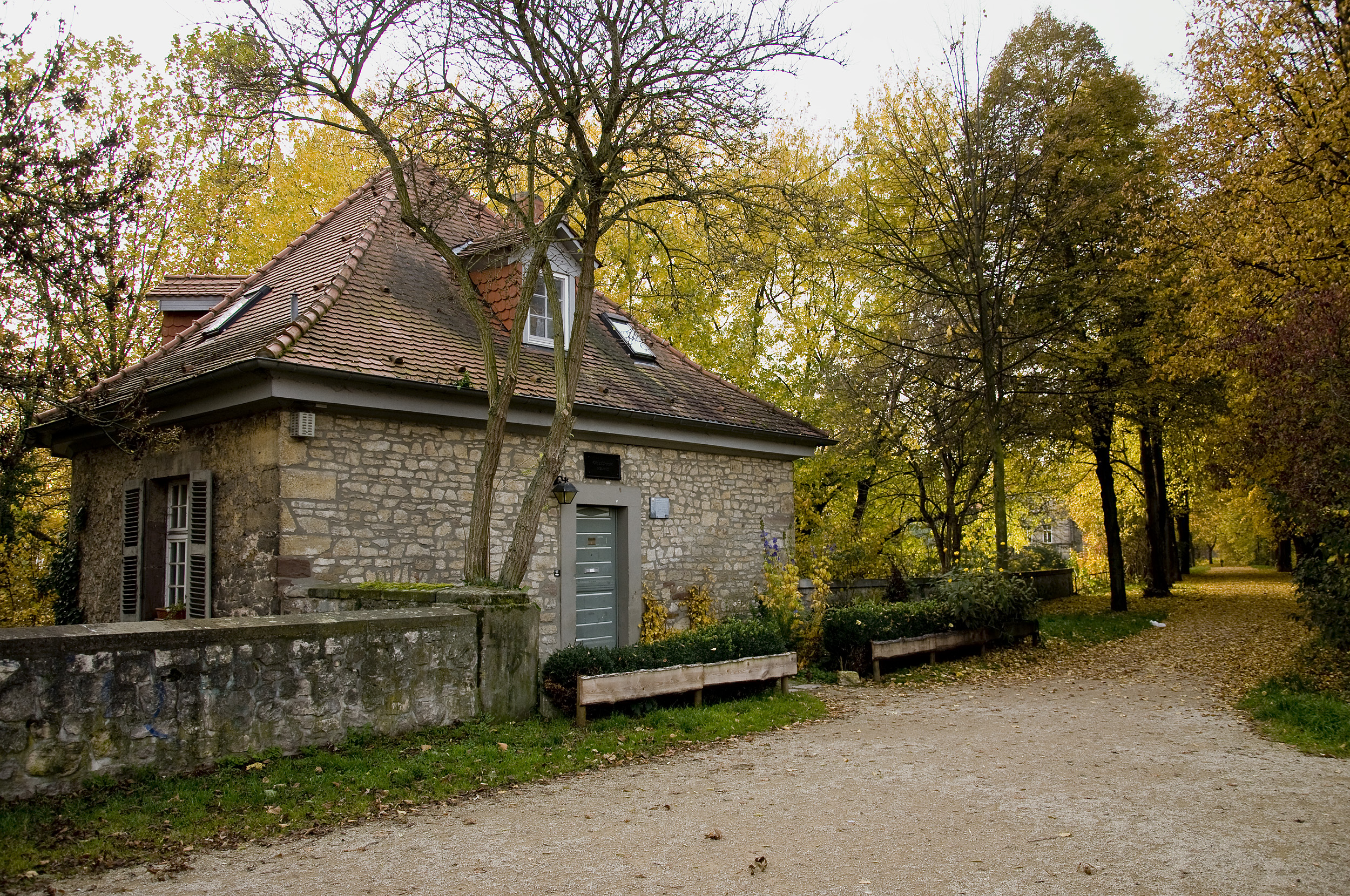
Das Bismarckhäuschen an der Wallpromenade, Blick nach Westen (2010)
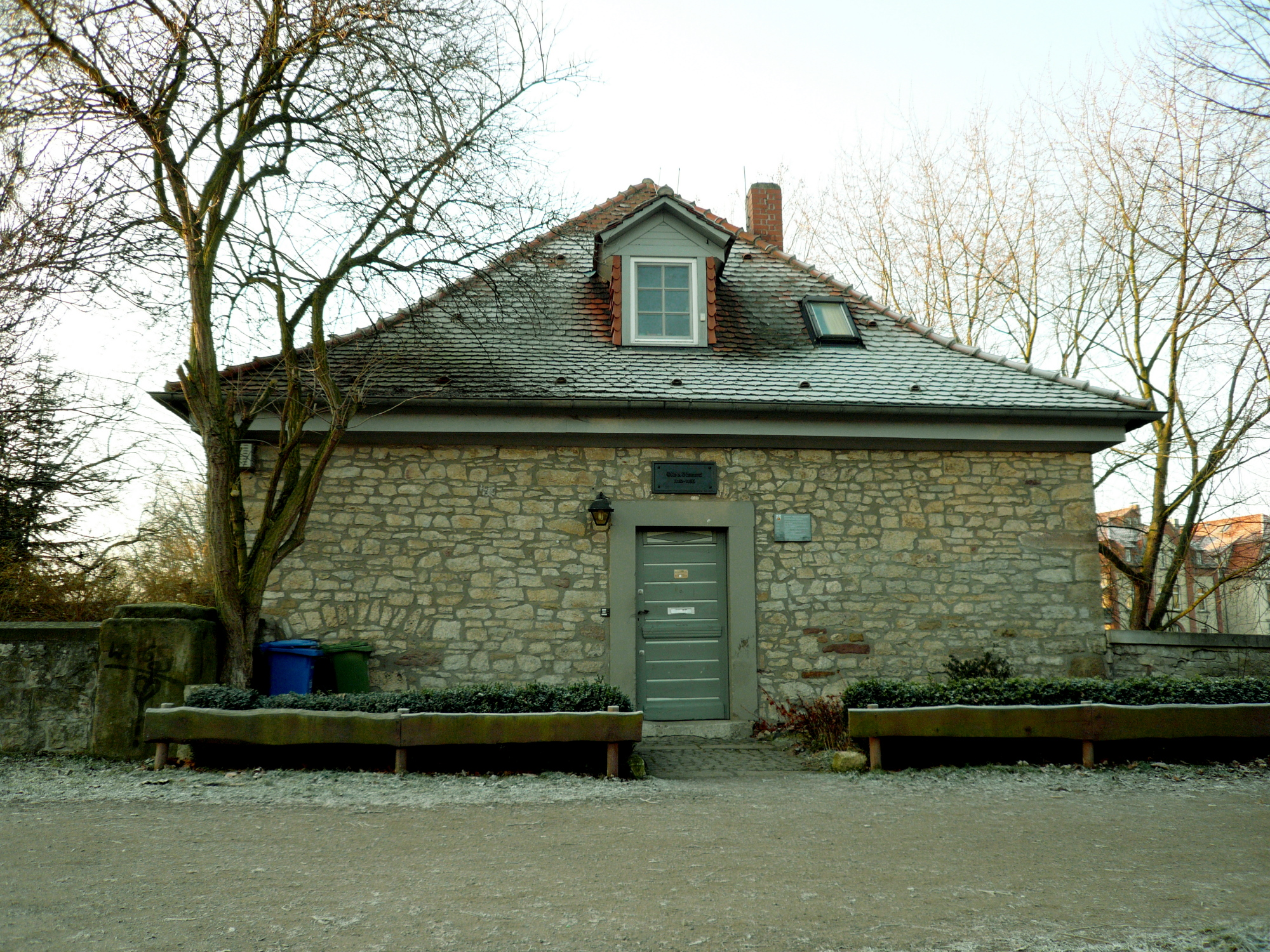
Blick auf den Eingang (2008)
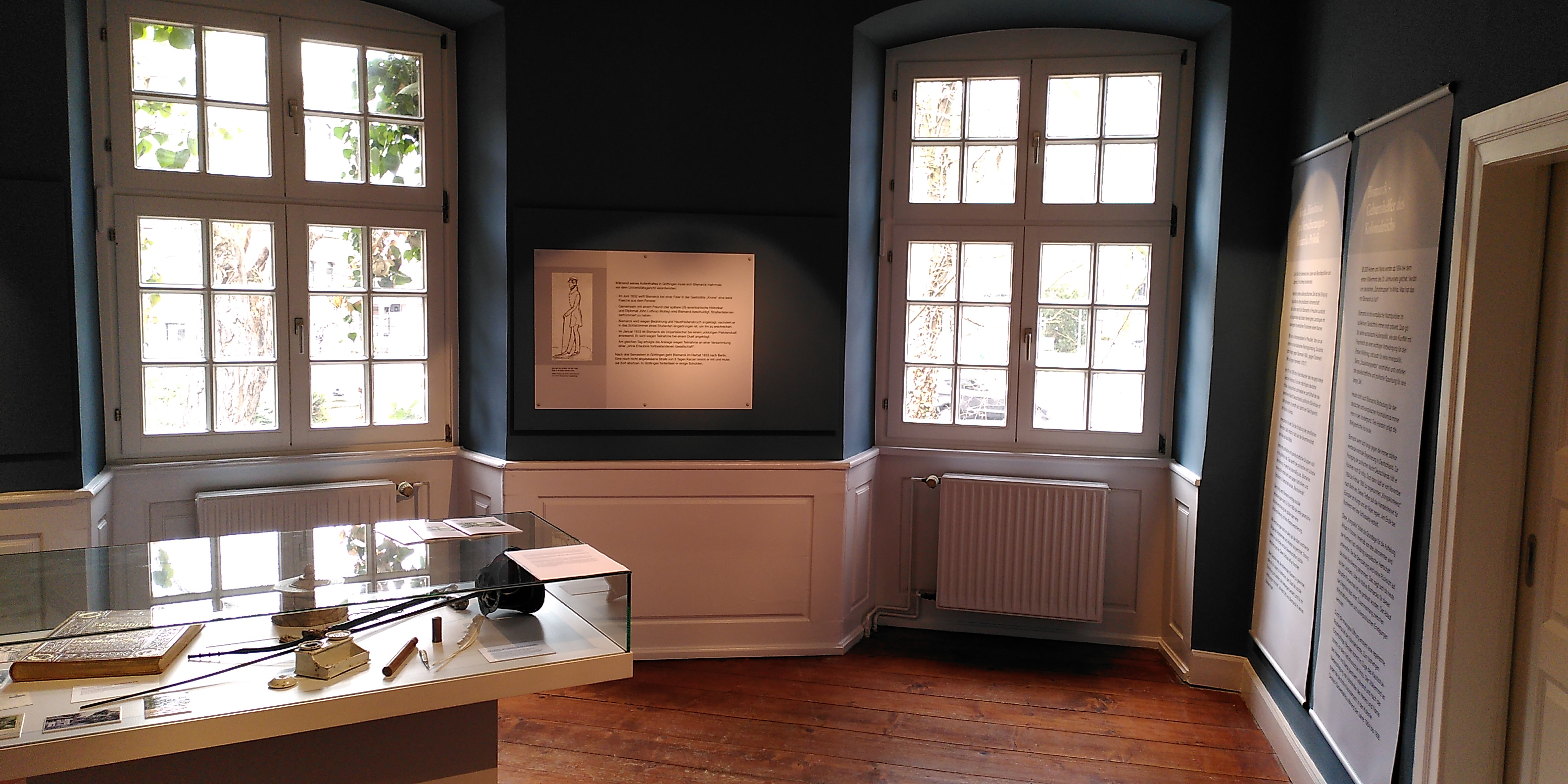
Ausstellungsraum im Bismarckhäuschen (2023)

## Varia
Das Bismarckhäuschen findet in dem Lied Göttingen des Liedermachers Franz Josef Degenhardt Erwähnung: „Geh in den Bismarckturm und lass mich führen, der blinde Rentener schnarrt so wie ein Korpsstudent, zeigt Bismarcks Säbelschläger für Mensuren und Band und Mütze für ein blutbeflecktes Hemd.“ Der erwähnte alte Mann war jedoch kein Korpsstudent gewesen, sondern es handelte sich um den Sohn des bekannten Göttinger Gewerkschaftsfunktionärs Wilhelm Großkopf und Schwiegervater des langjährigen Abgeordneten der DKP im Göttinger Stadtrat. Degenhardt verwechselte begrifflich Bismarckturm und -häuschen.